# Siersza (gmina)
Siersza (niem. Amtsbezirk Siersza) – dawna zbiorowa gmina wiejska (Amtsbezirk), funkcjonująca w latach 1942–1945 pod okupacją niemiecką w Polsce. Siedzibą gminy była Siersza (Siersza).
Gmina Siersza powstała na obszarze dotychczasowego powiatu chrzanowskiego (od 5 maja 1941 pod nazwą Landkreis Krenau), którego większą część wcielono w 1939 roku do III Rzeszy jako część rejencji katowickiej (Regierungsbezirk Kattowitz)).
Gminę Siersza utworzono 1 stycznia 1942 z mniejszej części (Balin, Góry Luszowskie, Siersza i Wodna) obszaru dotychczasowej gminy Trzebinia (1939–41 Landgemeinde Trzebinia) oraz z Ciężkowic, wyłączonych z dotychczasowej gminy Szczakowa (1939–41 Landgemeinde Szczakowa) i włączonych do gminy Trzebinia. Gmina składała się z 5 gromad (Gemeinden): Balin (Balling), Ciezkowice (Tenschau), Gory-Luszowskie (Leuschendorf), Siersza (Serschengrube) i Wodna (Bergwasser).
Jednostka przetrwała do 1945 roku. Po wojnie zniesiona.